# Graffenrieda rupestris
Graffenrieda rupestris är en tvåhjärtbladig växtart som beskrevs av Adolpho Ducke. Graffenrieda rupestris ingår i släktet Graffenrieda och familjen Melastomataceae. Inga underarter finns listade i Catalogue of Life.